# Uprising – Der Aufstand
Uprising – Der Aufstand ist ein US-amerikanischer Fernsehfilm aus dem Jahr 2001 von Jon Avnet, der auch zusammen mit Paul Brickman das Drehbuch schrieb. Der Film thematisiert den jüdischen Aufstand im Warschauer Ghetto während des Zweiten Weltkriegs.

## Handlung
Im Jahr 1942 steht Polen seit drei Jahren unter der Kontrolle der Nationalsozialisten. Die Juden von Warschau wurden in das dafür errichtete Warschauer Ghetto geschickt. Dort leben sie in unmenschlichen Verhältnissen, und die Besatzer regieren mit brutaler Willkür. Außerdem dringen zusätzlich Tag für Tag Soldaten der Wehrmacht und der SS in das abgesperrte Areal ein und treiben Menschen zusammen. Dann werden sie systematisch in das Vernichtungslager Treblinka deportiert, darunter auch Mutter und Schwester der knapp 20-jährigen Tosia Altman. Sie schließt sich daher der ŻOB an, einer jüdischen Widerstandsorganisation, die von Mordechaj Anielewicz geleitet wird.
Gemeinsam nehmen sie den Kampf gegen die verhassten Besatzer auf, und es kommt schließlich zum Aufstand im Warschauer Ghetto. Der verzweifelte Kampf, um sich selbst vor der Deportation zu retten, wird brutal niedergeschlagen, und die Überlebenden werden entweder erschossen oder nach Treblinka gebracht. Nur wenige entkommen dem Genozid, darunter auch Tosia. Sie wird jedoch eine Woche später von der Gestapo verhaftet und stirbt in ihrem Gewahrsam, während andere im Untergrund den Kampf fortsetzten und den Krieg trotz allem überleben konnten. Jürgen Stroop, der Verantwortliche für die Niederschlagung des Aufstandes, wird nach dem Krieg in Polen zum Tode verurteilt und hingerichtet.

## Geschichtlicher Hintergrund
Der Film thematisiert den Völkermord, den die Nationalsozialisten gegenüber den Juden während des Zweiten Weltkriegs verübt haben, wobei er in diesem Film aus der Perspektive des Warschauer Aufstandes betrachtet wurde.

## Hintergrund
Der Film wurde an Schauplätzen in Österreich und der Slowakei gedreht.

## Kritik
„Ein ambitionierter Film, der Zeitgeschichte aufarbeiten möchte, letztlich aber nur von der moralischen Ambivalenz unter Lebensgefahr berichtet. Trotzdem vermag der Film die Erinnerung an das Morden der Nazis auch nachgeborenen Generationen weiterzugeben.“

„Jon Avnet inszenierte einen temporeichen Film, mit John Voight, Donald Sutherland, David Schwimmer und anderen bekannten Topstars hochkarätig besetzt.“

## Auszeichnungen
2002 erhielt der Film einen Emmy in der Kategorie „Beste Stunt-Koordination“ und wurde in den folgenden drei Kategorien nominiert: „Beste Kamera“, „Bester Tonschnitt“ und „Bester Männlicher Nebendarsteller“ (Jon Voight).